# Villa Koecher

Villa Koecher (um 1905)

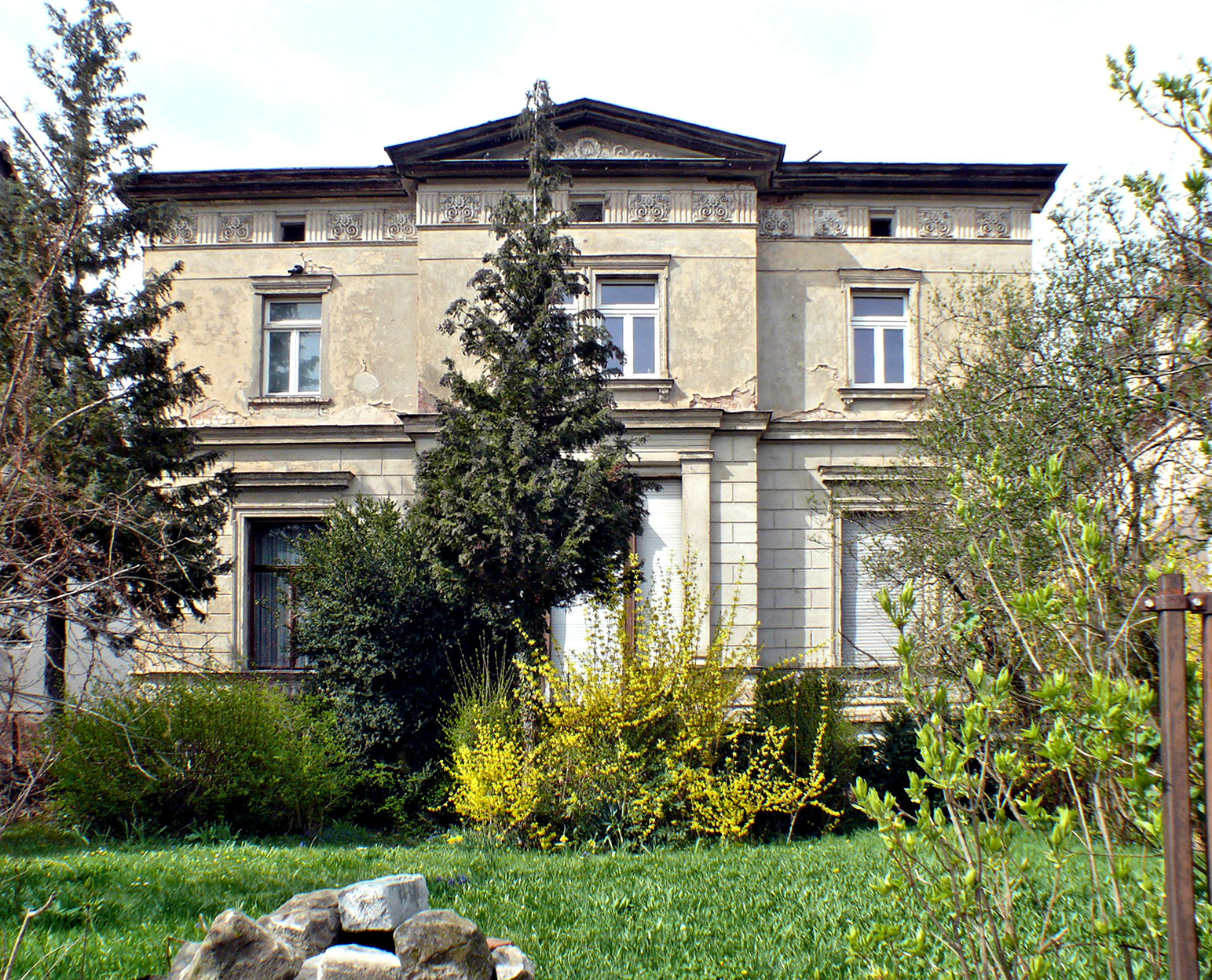
Villa Koecher 2021

Die Villa Koecher ist eine historistische Villa mit Garten in der Stadt Halberstadt in Sachsen-Anhalt. Sie entstand zusammen mit einem Ensemble weiterer repräsentativer Bauten außerhalb der historischen Stadtmauer an der Magdeburger Straße (zwischenzeitlich Hindenburgstraße).

## Entstehungs- und Baugeschichte
Die Villa Koecher wurde für Erich Köcher erbaut und im Jahr 1879 fertiggestellt, wie aus den Bauunterlagen im Stadtarchiv Halberstadt hervorgeht. 1945 fiel mit großen Teilen von Halberstadt auch die unmittelbare Umgebung der Villa Koecher während des Bombardements vom 8. April größtenteils den Flammen zum Opfer, wobei die Villa selbst, nicht aber das zugehörige Kutscherhaus, von einem direkten Bombentreffer verschont blieb. Zwischen 1945 und 1990 traten immer mehr Schäden auf, die nur notdürftig oder gar nicht behoben wurden, weil Baumaterial nicht beschafft werden konnte oder durfte. Die Renovierung erfolgt behutsam, wobei der Erhalt historischer Substanz große Priorität hat.

## Die Nutzung der Villa Koecher
Vor der Jahrhundertwende zum 20. Jahrhundert beherbergte die Villa Koecher die Praxis des Homöopathen Niedieck. Der Bauherr, Erich Köcher, verkaufte das Gebäude um 1900 an die Eheleute Auguste und Johannes Maak, Apothekenbesitzer in Halberstadt. Johannes Maak beteiligte sich an den Ausgrabungen und der wissenschaftlichen Erfassung der Halberstädter Dinosaurierfunde Von 1928 an beherbergte die Villa Koecher die Zahnarztpraxis von Dr. Wilhelm Maak. Seine Schwester, Elisabeth Maak, war im Haus als Klavierlehrerin tätig.
Im und nach dem Zweiten Weltkrieg fanden Ausgebombte und Flüchtlinge vorübergehend Zuflucht.
Nach 1950 wurden Teile des Gebäudes der NDPD (Nationaldemokratische Partei Deutschlands) zugewiesen, die sich während der Wende mit der LDPD zum Bund Freier Demokraten zusammenschloss, der schließlich der FDP beitrat. Diese nutzte die Villa Koecher bis etwa 1993.
Ein weiterer Teil des Gebäudes beherbergte von 1971 bis unmittelbar nach der Wende die Urania.
Eine Zwangsverwaltung durch den VEB Gebäudewirtschaft bestand bis zum Ende des Bestehens der DDR.

## Einordnung in Kunst- und Architekturgeschichte
Die Architektur der Villa Koecher ist im Stil des italienischen Klassizismus gehalten. Erwähnenswert ist auch das künstlerisch gestaltete gusseiserne Geländer des Treppenhauses.
Als für diese Zeit noch sehr ungewöhnliche Besonderheit hat das Gebäude ein flaches Dach mit Mittenentwässerung, das ursprünglich in verlötetem Zinkblech ausgeführt war. Das Dach ist heute aus Gründen der Bedachungssicherheit in Polyestervlies gedeckt und aus klimatischen und ökologischen Gründen mit einer extensiven Dachbegrünung versehen.
Zudem ist in den Räumen der Villa eine Sammlung von Klavieren und Hammerflügeln aus der Zeit Elisabeth Maaks erhalten.

## Der Garten
Erwähnenswert ist der Vorgarten mit einem selten großen Exemplar eines Buchsbaums, vermutlich ein Bestandteil der Erstanlage des Gartens, wie auch ein aus mehreren Stammstücken bestehender hohler Rotdorn, eine immer wieder zurückgeschnittene Eibe mit starkem Stamm und ein großer violettblühender wurzelechter Flieder. Der Vorgarten hatte wohl ursprünglich den Charakter eines repräsentativen Ziergartens mit streng in Form geschnittenen Sträuchern. Im Frühjahr ist er wegen der teppichartig wachsenden Frühblüher sehenswert.
Der rückwärtige Garten ist – und war schon immer – ein Nutzgarten, der unter anderem einen Restbestand der alten Obstbaumbepflanzung hat.

## Eintrag als Denkmal
Die Villa Koecher wurde bereits in den 1970er Jahren durch die Denkmalbehörde des Kreises Halberstadt unter Denkmalschutz gestellt. Da das Gebäude knapp außerhalb des Stadtsanierungsgebietes liegt, wurden bisher keine öffentlichen Mittel zur Unterstützung der Sanierung des Gebäudes bereitgestellt.